# Anna Delautel
Anna Delautel, connue sous le nom de Madame Félix Clément, est une peintre française née le 30 juin 1822 à Montbard (Côte-d'Or) et morte à Paris le 11 septembre 1865.

## Biographie
Anna Claudine Françoise Delautel naît le 30 juin 1822 à Montbard. Elle est la fille d'Antoine Edme Delautel, directeur des messageries royales, et de son épouse, Françoise Gelot. 
Anna Delautel apprend le dessin et la peinture à Dijon puis à Paris, sous la direction des statuaires Pierre-Paul Darbois (1785-1861) et François Rude (1784-1855). Elle se concentre progressivement sur la peinture et en particulier les portraits, la peinture religieuse et les tableaux de genre.
Elle épouse le musicien Félix Clément le 5 février 1844 à Dijon.
Elle décède accidentellement à Paris, à la gare de Sceaux - aujourd'hui gare de Denfert-Rochereau - le 11 septembre 1865. Elle est inhumée le 13 septembre, après un office à Saint-Germain-des-Prés.

## Œuvre
Son œuvre compte 13 compositions religieuses, 15 tableaux de genre et 120 portraits, de nombreux dessins à l'encre et au crayon et des aquarelles. Les localisations sont celles données en 1866.

### Peintures religieuses
- Saint-François d'Assise recevant les stigmates, 1847. Acquis par l'église Saint-Jean-Saint-François (Paris).
- Ecce homo, 1848. Acheté par la Société des amis des arts.
- Sainte Catherine de Sienne. Couvent Saint-Joseph de Cluny, rue du Faubourg-Saint-Jacques.
- Annonciation. Hôpital de Tonnerre.
- Adoration des bergers. Hôpital de Tonnerre.
- Christ au jardin des oliviers, exposé à Reims en 1846.
- Nativité, église de Villenauxe.
- Saint-Étienne distribuant des aumônes, commandé par la chapelle du château de Longecour (près de Dijon).

### Peintures de genre
- Rat retiré dans un fromage de Hollande
- Levrette prenant le thé

### Portraits
- L'abbé de Lage, secrétaire de monseigneur Affre, 1848
- La sœur Victoire, des Dames de Sainte-Marie, supérieure des sœurs de la paroisse de Saint-Séverin, présenté au Salon de 1850
- Madame Clément mère
- Madame Millerand, présenté au Salon de 1850
- Madame de Tavarès de Tolentino
- Madame et mesdemoiselles de Coussemaeker
- Mademoiselle Gireaudeau de La Roche
- Mademoiselle Hallé - arrière-petite-fille du célèbre peintre français
- Abbé Chicotot, chanoine de Tours et aumônier de l'établissement de Saint-Nicolas
- La sœur Javouet, fondatrice de l'ordre Saint-Joseph de Cluny
- Madame Hubault
- Marquis de Ramolino, aïeul de Napoléon 1er
- Comte de Saint-Félix

### Dessins
- Mater dolorosa
- R. P. Millon

### Expositions
- Salon de peinture et de sculpture de Paris en 1847, 1848 et 1850.